# Халил Џубран
Џубран Халил Џубран (арап. جبران خليل جبران;  6. јануар 1883 - 10. април 1931) био је либанскo-амерички писац, песник и уметник.

## Детињство и младост
Џубран је рођен у месту Бшари, у данашњем Либану, а тадашњем делу Османског царства. Његова мајка, Камила, била је дете свештеника и брак са његовим оцем, Халилом, био јој је трећи брак. Његова породица је припадала Маронитској католичкој цркви. Током младости, Џубранова породица је била сиромашна, па у младости није имао формално образовање, иако га је свештеник подучавао арапском језику и Библији. Џубранов отац је био апотекар, али је због коцкарских дугова почео да ради за градског управника. Након неколико оптужби, његов отац бива оптужен за проневеру, ухапшен и била му је одузета сва имовина. Након пар година у затвору, његов отац бива пуштен и 1895. на иницијативу његове мајке, цела породица одлази у Бостон, у Сједињеним Америчким Државама.
У Бостону, приликом уписа у школу, његово име бива погрешно написано као Kahlil Gibran (уместо Khalil) услед чега, касније, постаје познат на иностраном говорном подручју и по овом имену. Џубран бива смештен у специјално одељење за учење енглеског језика. Истовремено се учлањује у локалну ликовну школу. Тамо се, преко својих учитеља, упознаје са авангардним уметником, фотографом и издавачем Фредом Холандом Дејом који је охрабривао и подржавао Џубрана.
Џубранова мајка је желела да Џубран не заборави своју културу због Западног утицаја који је Џубрану био примамљив, те га 1898. шаље натраг у Маронитску школу и потом на студије у Бејруту. Џубран се 1902. године враћа у Бостон. Након смрти мајке, сестре и брата, живи са својом сестром Маријаном која их обоје издржава радећи у кројачкој радњи.

## Каријера и лични живот
Од 1908. до 1910. Џубран је похађао академију Џулијан у Паризу. Џубран је имао своју прву изложбу цртежа 1904. године у Бостону. Тада је упознао Мери Елизабет Хaскел, са којом је развио дугогодишње пријатељство и која је у њега улагала новац и лекторисала његове радове на енглеском језику. Џубран и Мери Елизабет су били верени кратак период, али је Џубран раскинуо веридбу. Она се 1923. удала за другог човека, али је наставила да финансијски помаже Џубрана.
Сломљена крила, његов једини роман, настаје 1912. године. Џубран до 1918. пише на арапском језику. Тада излази његово прво дело на енглеском језику Лудак, дело написано између поезије и прозе. Пророк, његово најпознатије дело, објављено је 1923. године. Још нека од значајних дела су: Песак и пена, Богови земље, Пророкова башта...
Након објављивања Пророка, Џубран почиње да пије, понекад затварајући се у свој стан. Умро је у Њујорку, 1931. године у 48. години живота од последица цирозе јетре услед хроничног алкохолизма и туберкулозе. Џубран је изразио жељу да буде сахрањен у Либану, те су након његове смрти Мери Елизабет и његова сестра Маријана купиле Мар Саркис манастир у Либану, који је претворен у Џубранов музеј. На његовом гробу се налазе његове речи: „реч коју желим да видим на свом гробу: жив сам попут тебе и стојим поред тебе. Затвори очи и погледај око себе, видећеш ме испред себе"
Своју заоставштину и атеље Џубран је оставио Мери Елизабет. Она је у атељеу открила да је Џубран чувао њена писма током 23 године преписке са њом. Пре него што је умрла 1964. она их је, заједно са својим писмима које је добила од њега, дала Универзитету Северна Каролина, и она су објављена 1972. године под именом Драги пророк.

## Стил писања и утицај
Џубран је веома ценио писца Франциса Мараша чија је дела изучавао док је био у Бејруту. Према неким изворима, сам Џубранов стил опонаша Марашев, многе су идеје преузете од њега, па и сама структура неких радова, посебно концепт универзалне, као и спиритуалне љубави. Џубранова поезија у себи често садржи формални језик и спиритуалне термине. Многa дела се баве хришћанством. Његов мистицизам надилази појединачне религије, већ је присутан утицај ислама, хришћанства, јудаизма и теозофије, као и суфизма. Писао је: „Ти си мој брат и ја те волим. Волим те кад се испружиш у својој џамији, када клечиш у својој цркви и када се молиш у својој синагоги. Ти и ја смо синови једне вере - Духа."
На Џубрана је, поред споменутих религија, утицало знање историје Либана и крвавих сукоба који су се одвијали током историје и деструктивних подвојених фракција које су овоме биле узрок да оформи веру у фундаменталну једнакост свих религија, то јест њену јединственост. Овоме су допринели и његови родитељи који су увек са добродошлицом примали у свој дом људе различитих вероисповести. Такође, утицај су имале муслиманска и европска уметност, посебно класицизам и романтизам, симболизам и надреализам.
Џубраново најпознатије дело је Пророк. Сачињено је од 26 поетских есеја. Своју популарност је стекло током 1960-их година са Њу ејџ покретима. Превођено је на више од 40 језика. Када је ово дело дошло до Елвиса Преслија, остварило је велики утицај на њега, толико да је поклањао копије овог дела својим пријатељима и колегама. Џон Ленон из групе Битлси је искористио његов стих из књиге Песак и пена у песми Џулија на њиховом албуму из 1968. Стих гласи: „Пола онога што кажем је бесмислено, али и даље изговарам да би чуо другу половину." Џони Кеш је снимио аудио касету његовог дела Пророково око. Селма Хајек је 2014. године била продуцент анимираног филма Пророк.

## Дела
На арапском:
- Nubthah fi Fan Al-Musiqa (Музика, 1905)
- Ara'is al-Muruj (Нимфе долине, 1906)
- Al-Arwah al-Mutamarrida (Бунтовнички дуси, 1908)
- Al-Ajniha al-Mutakassira (Сломљена крила, 1912)
- Dam'a wa Ibtisama (Суза и осмех, 1914)
- Al-Mawakib (Процесије, 1919)
- Al-'Awāsif (Бура, 1920)
- Al-Bada'i' waal-Tara'if (Нови и изузетни, 1923)

На енглеском:
- Лудак (1918)
- Двадесет цртежа (1919)
- Гласник (1920)
- Пророк (1923)
- Песак и пена (1926)
- Краљевство маште (1927)
- Исус, човеков син (1928)
- Земаљски богови (1931)